# Meir Zvi Bergman
Rabbino Meir Zvi Bergman (1930) è un rabbino e teologo israeliano.

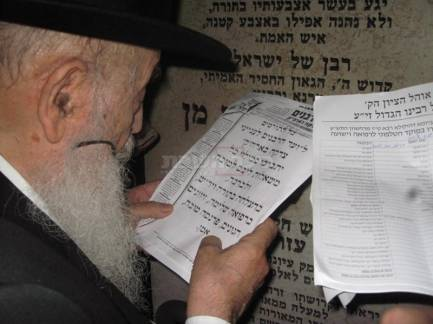
Il rabbino Bergman prega per i donatori del Comitato rabbinico per gli affari di beneficenza presso la tenda della tomba del rabbino Shech

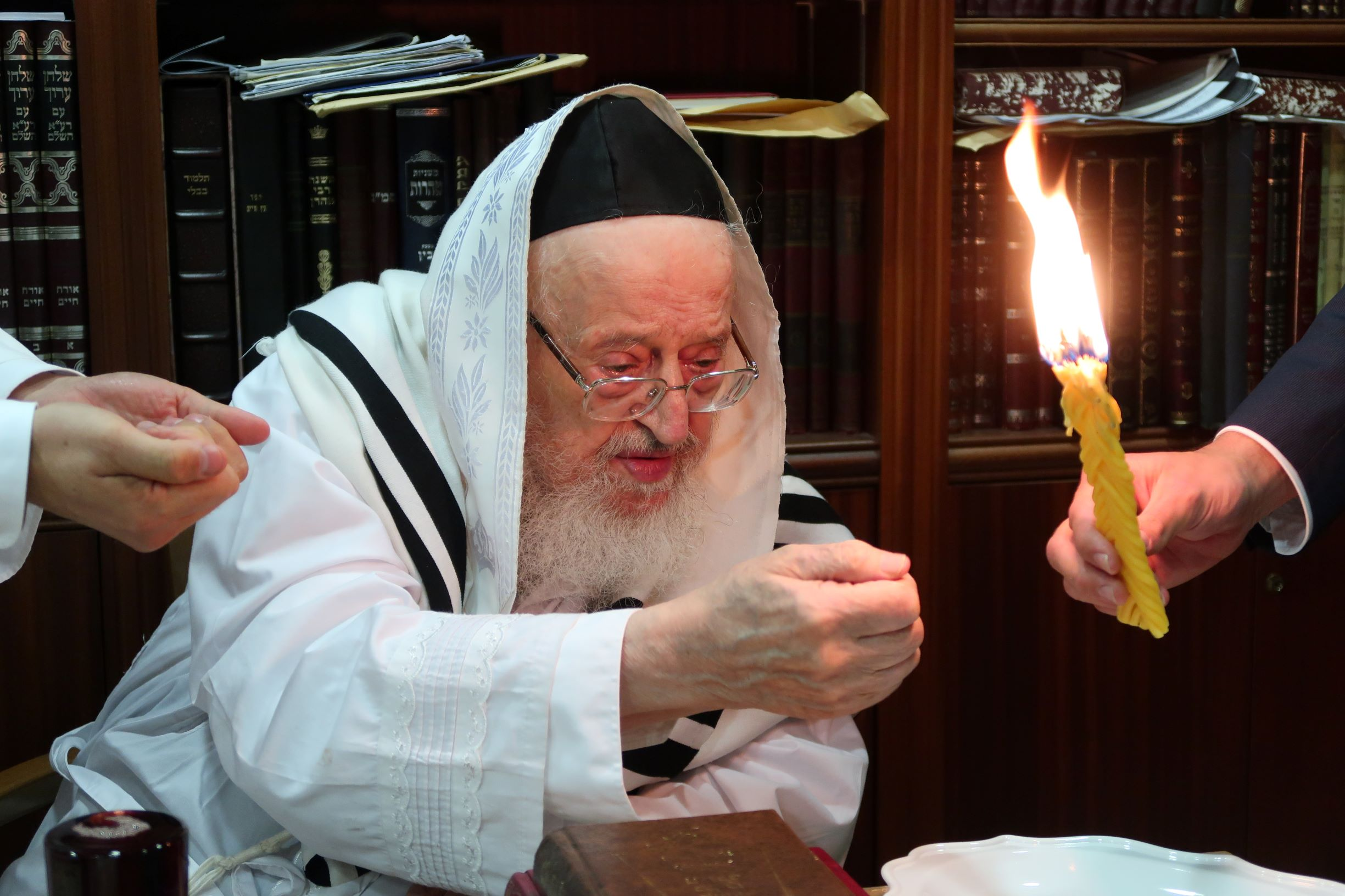
Il rabbino Bergman all'Havdalah la sera di Yom Kippur

È il capo della Rashbi Yeshiva e membro del Torah Elders Council di Degel HaTorah.

## Biografia
Nato a Gerusalemme tra le mura di Rabbi Moshe Bergman e Alta Liva Raizil. È la settima generazione a Gerusalemme, discendente dal rabbino Eliezer Bergman. Suo padre, Moshe Bergman, nacque il 20 febbraio 1909 a Gerusalemme e morì l'11 dicembre 1977 a Bnei Brak. Sua madre, Alta Liba Raizil Bergman, nata il 19 gennaio 1910 a Gerusalemme, morì il 2 novembre 1937 a Betlemme all'età di 27 anni, di tifo quando Meir Tzvi Bergman aveva solo 7 anni e mezzo.
Rabbi Bergman è un grande e illustre studente di Rabbi Avraham Yeshayahu Karlitz. bhol.co.il,  https://web.archive.org/web/20150923185129/http://www.bhol.co.il/Article.aspx?id=82297 (archiviato dall'url originale il 23 settembre 2015).
Nell'anno della fondazione del movimento Degal HaTorah,  era emissario del suocero, fondatore del movimento, Rabbi Shach, in tutte le questioni relative alla costituzione e al successo del nuovo movimento. Inoltre, prima delle elezioni straordinarie per il primo ministro - 2001, il quotidiano Yated Naman ha pubblicato la sua decisione di votare per Ariel Sharon, anche se andare alle urne non è finalizzato all'elezione di un partito ultraortodosso charedit.
Nelle sue conversazioni, di solito fa riferimento a questioni di opinione che sono all'ordine del giorno dell'ebraismo ultraortodosso , in cui fa eco agli insegnamenti conservatori di suo suocero, il rabbino Shach, come la questione dell'immigrazione ebraica al Tempio Mount Nella domanda problematica "Chi è ebreo?" , il ritorno dei territori e  il reclutamento dei membri della Yeshiva.
Nelle elezioni del 2020 negli Stati Uniti ha sostenuto pubblicamente il presidente Donald Trump  perché è " buono per gli ebrei " . Dopo l'attentato nella città di Bnei Brak del 29 marzo 2022, ha attaccato le chiamate rivolte al settore ultraortodosso per ottenere una licenza per possedere armi .
Il punto di vista del rabbino Bergman, anche oggigiorno, i libri della Torah ebraica hanno un significato divino e qualsiasi danno ad essi è considerato un danno diretto al Creatore del mondo.  "Quando cade un rotolo della Torah, Dio non voglia, è come se il Santo, benedetto Egli sia, cade con grazia e pace".
Nell'ottobre 2023 ha ordinato ai membri della Torah Flag della Knesset di condannare il fenomeno degli sputi sui cristiani nella Città Vecchia.
All'inizio di aprile 2024, nel pieno della Guerra delle Spade di Ferro, Chazon Ish dichiarò nel tempio in risposta al discorso del ministro della Difesa Yoav Galant che "non saremo d'accordo su nulla" riguardo al reclutamento dei membri della Yeshiva, e "non accetteremo nulla" aiutali'.
Nel marzo 2024, ha espresso sostegno alla dichiarazione della Shishin Lezion Yitzhak Yosef secondo cui se l'ordine dei suoi insegnamenti e della sua arte di rinviare la coscrizione dei membri della Yeshiva fosse annullato, preferirebbero lasciare il paese e vivere in esilio senza qualsiasi scelta.

## Vita privata
Sposato con Deborah, figlia di Rabbi Shech. La coppia ha nove figli, otto maschi e una femmina.
Meir Tzvi Bergman aveva un fratello, Nachum Bergman, nato il 20 ottobre 1931 e morto a Betlemme.

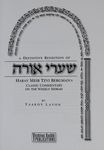
"Porte di Ora" in lingua inglese